# Ewaldo Hohmann
Ewaldo Hohmann Jünemann (San Pablo, 5 de junio de 1906 - Puerto Montt, 6 de noviembre de 1980) fue un periodista chileno. Durante más de cincuenta años ejerció como director del diario El Llanquihue de Puerto Montt, además de trabajar como corresponsal en diversos medios nacionales a lo largo de su carrera profesional. Su extensa labor periodística fue reconocida en 1967 con el Premio Nacional de Periodismo, mención Crónica.

## Primeros años
Nació en San Pablo, provincia de Osorno. Sus estudios los realizó en Osorno y Valdivia, donde se tituló de contador del Instituto Comercial. Durante su adolescencia colaboró en periódicos como El Osorno (Osorno), Chile Austral (Valdivia), La Aurora (Valdivia) y El Diario de Valdivia. Al titularse ejerció su profesión durante tres años, pero después se cambió definitivamente al periodismo. 

## Carrera profesional
En septiembre de 1928, con veintidós años, inició su carrera activa como periodista en el diario La Patria de Concepción, donde al poco tiempo asciende al puesto de jefe de Crónica. Un año después, el 1 de octubre de 1929, comenzó su trabajo en el diario El Llanquihue —de tendencia conservadora— como jefe de Redacción y director interino, cargo que finalmente asumió de manera formal en enero de 1930. A partir entonces, se mantedrá como director del matutino por los próximos cincuenta años.
Uno de los primeros cambios que Ewaldo Hohmann impulsó es la apertura del diario la sociedad puertomontina. Para eso, en 1934 la empresa periodística abrió un salón social para que se realizaran actividades culturales y deportivas. Asimismo, Hohmann creó el Círculo de la Prensa de Puerto Montt el 23 de noviembre de 1934.
Tras el cierre de El Correo del Sur en 1937, El Llanquihue se quedaría básicamente sin competencia en la ciudad hasta recién entrada la década de 1980. El surgimiento de la Falange Nacional y los conflictos al interior del Partido Conservador a contar de los años cuarenta permitirán a Hohmann distanciarse del carácter partidario del diario: en 1946 aparecería por primera vez sus páginas un candidato que no era de derecha. Además, comenzó a expandir la presencia del diario en las provincias de Chiloé y Aysén.
Uno de los principales hitos de Puerto Montt que debió cubrir como director fue la celebración de los cien años de la fundación de Puerto Montt, el 12 de febrero de 1953. En el día del centenario, el diario publicó una edición extraordinaria de 108 páginas —lo normal eran ocho— dividida en catorce cuerpos, calificada por La Nación como «el esfuerzo periodístico más grande realizado en el sur del país». Pero más importante fue el terremoto de Valdivia del 22 de mayo de 1960, que tuvo efectos devastadores para la ciudad y la provincia de Llanquihue. El Llanquihue también se vio afectado por el terremoto, pues el derrumbe de dos muros daña maquinarias y equipos, por lo que el diario recién pudo volver a salir una semana después, el 29 de mayo.
Hohmann también fue corresponsal de varios medios escritos a lo largo de su carrera. Durante más de treinta años prestó sus servicios a El Mercurio. Además fue corresponsal de El Diario Ilustrado, de la agencia United Press International y colaborador de la revista Zig-Zag. 
Durante su carrera también obtuvo varios premios y reconocimientos a nivel local y regional. No obstante, el 1 de diciembre de 1967, y después de casi cuatro décadas de ejercicio periodístico, recibió el reconocimiento más importante de todos: el Premio Nacional de Periodismo, en la categoría de Crónica. El galardón lo recibió de manera oficial por parte del Colegio de Periodistas de Chile el 13 de febrero de 1968 —Día Nacional de la Prensa—, en ceremonia realizada en el Salón de Honor de la Municipalidad de Puerto Montt.
A pesar de una cierta apertura a mediados de siglo y una posterior política de «puertas abiertas», a inicios de la década de 1970 el diario seguía manteniendo una línea editorial conservadora. Tras el golpe de Estado del 11 de septiembre de 1973, el diario —aún bajo la dirección por Hohmann— se alineó a la política oficialista y aplicó autocensura, lo que le evitó que sea intervenido directamente por la dictadura.
Con motivo de su cincuentenario como director de El Llanquihue en octubre de 1979, Ewaldo Hohmann dio su primera y única entrevista al diario. Ocho meses después, y después de cincuenta años, dejó el cargo de director el 30 de junio de 1980; de todas maneras, continuaría involucrado como asesor periodístico del consejo de la empresa.

## Otras labores
Además de su rol como director de El Llanquihue, Ewaldo Hohmann mantuvo una activa participación en diferentes ámbitos y esferas públicas de Puerto Montt:
- Fue secretario de la Municipalidad de Puerto Montt durante treinta y seis años, entre 1935 y 1971.
- Fue cofundador y presidente del Centro para el Progreso durante quince años consecutivos, organización que reunió a los más imporantes gremios de la provincia de Llanquihue y que abogó por numerosas causas en pos del progreso de la zona.
- Fundador y presidente de la Sociedad Musical de Puerto Montt.
- Autor del himno de Puerto Montt, luego de ganar un concurso con motivo del centenario de la ciudad.

## Fallecimiento
Ewaldo Hohmann falleció la noche del 6 de noviembre de 1980 en Puerto Montt a los 74 años de un paro cardiorespiratorio tras haber estado en coma por 24 horas, luego de haber sufrido la noche anterior —mientras se encontraba en una reunión fuera de su hogar— un derrame vascular encefálico.